# Blenniella interrupta
Blenniella interrupta är en fiskart som först beskrevs av Bleeker, 1857.  Blenniella interrupta ingår i släktet Blenniella och familjen Blenniidae. Inga underarter finns listade.